# Журавлёв, Александр Владимирович (футболист)
Александр Владимирович Журавлёв (10 марта 1947, Лобва, Новолялинский район, Свердловская область — 16 июня 2018, Екатеринбург) — советский футболист, нападающий, футбольный функционер. Мастер спорта СССР (1968).

## Биография
Серебряный призёр чемпионата РСФСР среди студентов 1967 года.
Начал выступать в соревнованиях мастеров в 1968 году в свердловском клубе «Калининец», в том же сезоне стал победителем зонального турнира класса «Б» и лучшим бомбардиром своего клуба с 15 голами, получив звание мастера спорта. В 1969 году играл в составе «Калининца» во второй группе класса «А».
В 1970 году вместе с рядом игроков из лишившегося статуса команды мастеров «Калининца» перешёл в ведущую команду города — «Уралмаш». В составе клуба выступал следующие 6 лет, проведя около 200 матчей в первой и второй лигах. В 1973 году стал победителем зонального и финального турниров второй лиги. В сезоне 1972 года стал лучшим бомбардиром «Уралмаша» с 10 голами.
Последний сезон на уровне команд мастеров провёл в 1976 году в нижнетагильском «Уральце».
Всего за карьеру сыграл в первенствах СССР около 250 матчей и забил 71 гол, в том числе в первой лиге — 160 матчей и 39 голов. Участвовал в матчах Кубка СССР против клубов высшей лиги — донецкого «Шахтёра» и московского «Спартака».
Окончил Уральский политехнический институт им. С. М. Кирова по специальности «инженер-строитель» (1976).
После окончания карьеры игрока работал главным специалистом по физической культуре и спорту администрации Железнодорожного района города Екатеринбурга. Позднее работал в ФК «Уралмаш» на административных должностях — начальником команды (1982—1983), президентом (в середине 1990-х годов), вице-президентом (по состоянию на 1997 год).
Награждён медалью «Ветеран труда», нагрудным знаком «Отличник физической культуры и спорта» (2007).
Скончался в Екатеринбурге 16 июня 2018 года на 72-м году жизни. Похоронен на Сибирском кладбище.

## Достижения
- Победитель второй лиги СССР: 1968, 1973